# Fundo Monetário Africano
O Fundo Monetário Africano será uma instituição financeira vinculada a União Africana, com o tempo suas responsabilidades serão transferidas ao Banco Central Africano. Esta instituição é uma das futuras três instituições financeiras da União Africana. Será baseado em Iaundé, Camarões.